# Wapen van Zeeland (Noord-Brabant)

Wapen van Zeeland

Het wapen van Zeeland werd op 14 oktober 1818 bevestigd door de Hoge Raad van Adel aan de Noord-Brabantse gemeente Zeeland. Per 1994 ging Zeeland op in de gemeente Landerd. Het wapen van Zeeland is daardoor definitief vervallen als gemeentewapen.

## Blazoenering
De blazoenering van het wapen luidde als volgt:
Van zilver, beladen met een kabbelende zee van lazuur, van boven een terras, beplant met een boom, in hunne natuurlijke kleuren.
De heraldische kleuren zijn zilver (wit), lazuur (blauw) en natuurlijke kleuren.

## Verklaring
Het gemeentewapen is een sprekend wapen, waarbij een zee en een land is gecombineerd om de gemeentenaam te verbeelden. Historisch gezien heeft het wapen nul betekenis.
Aalburg
· Aalst
· Aarle-Rixtel
· Alem 
· Alem, Maren en Kessel
· Almkerk
· Alphen en Riel
· Andel
· Baardwijk
· Bakel en Milheeze
· Beek en Donk
· Beers
· Berghem
· Berkel-Enschot
· Berlicum
· Besoyen
· Beugen en Rijkevoort
· Bladel en Netersel
· Bokhoven
· Borkel en Schaft
· Boxmeer
· Budel
· Capelle
· Chaam
· Cromvoirt
· Cuijk
· Cuijk en Sint Agatha
· De Werken en Sleeuwijk
· Den Dungen
· Deurne en Liessel
· Dieden, Demen en Langel
· Diessen
· Dinteloord (en Prinsenland)
· Dinther
· Dommelen
· Drongelen, Haagoort, Gansoijen en Doeveren
· Drunen
· Duizel en Steensel
· Dussen
· Eersel
· Eethen
· Emmikhoven en Waardhuizen
· Empel en Meerwijk
· Engelen
· Erp
· Esch
· Escharen
· Fijnaart en Heijningen
· Gassel
· Geffen
· Geldrop
· Gemert
· Genderen
· Gestel en Blaarthem
· Giessen
· Ginneken en Bavel
· Grave
· 's Gravenmoer
· Haaren 
· Halsteren
· Haps
· Haren en Macharen
· Hedikhuizen
· Heesch
· Heeswijk
· Heeswijk-Dinther
· Heeze
· Helvoirt
· Herpt
· Hoeven
· Hooge en Lage Mierde
· Hooge en Lage Zwaluwe
· Hoogeloon, Hapert en Casteren
· Huijbergen
· Kessel
· Klundert
· Landerd
· Leende
· Liempde
· Lierop
· Lieshout
· Linden
· Lith
· Luyksgestel
· Maarheeze
· Maasdonk
· Maashees en Overloon
· Made en Drimmelen
· Maren
· Meeuwen
· Megen, Haren en Macharen
· Mierlo
· Mill en Sint Hubert
· Moergestel
· Nederwetten en Eckart
· Nieuw-Ginneken
· Nieuw-Vossemeer
· Nieuwkuijk
· Nistelrode
· Nuenen en Gerwen
· Nuland
· Oeffelt
· Oerle
· Oijen en Teeffelen
· Oost-, West- en Middelbeers
· Oploo, Sint Anthonis en Ledeacker
· Ossendrecht
· Oud en Nieuw Gastel
· Oudenbosch
· Oudheusden
· Princenhage
· Prinsenbeek
· Putte
· Raamsdonk
· Ravenstein
· Reek
· Reusel
· Riethoven
· Rijsbergen
· Rijswijk
· Roosendaal en Nispen
· Rosmalen
· Sambeek
· Schaijk
· Schijndel
· Sint Anthonis
· Sint-Michielsgestel
· Sint-Oedenrode
· Soerendonk, Sterksel en Gastel
· Sprang
· Sprang-Capelle
· Standdaarbuiten
· Stiphout
· Stratum
· Strijp
· Terheijden
· Teteringen
· Tongelre
· Uden
· Udenhout
· Veen
· Veghel
· Veldhoven en Meerveldhoven
· Velp
· Vessem, Wintelre en Knegsel
· Vierlingsbeek
· Vlierden
· Vlijmen
· Vrijhoeve-Capelle
· Wanroij
· Waspik
· Werkendam
· Westerhoven
· Wijk en Aalburg
· Willemstad
· Woensel (en Eckart)
· Woudrichem
· Wouw
· Zeeland
· Zesgehuchten
· Zevenbergen